# Plectranthus hadiensis
Plectranthus hadiensis es una planta herbácea perenne perteneciente a la familia de las Lamiaceas. 

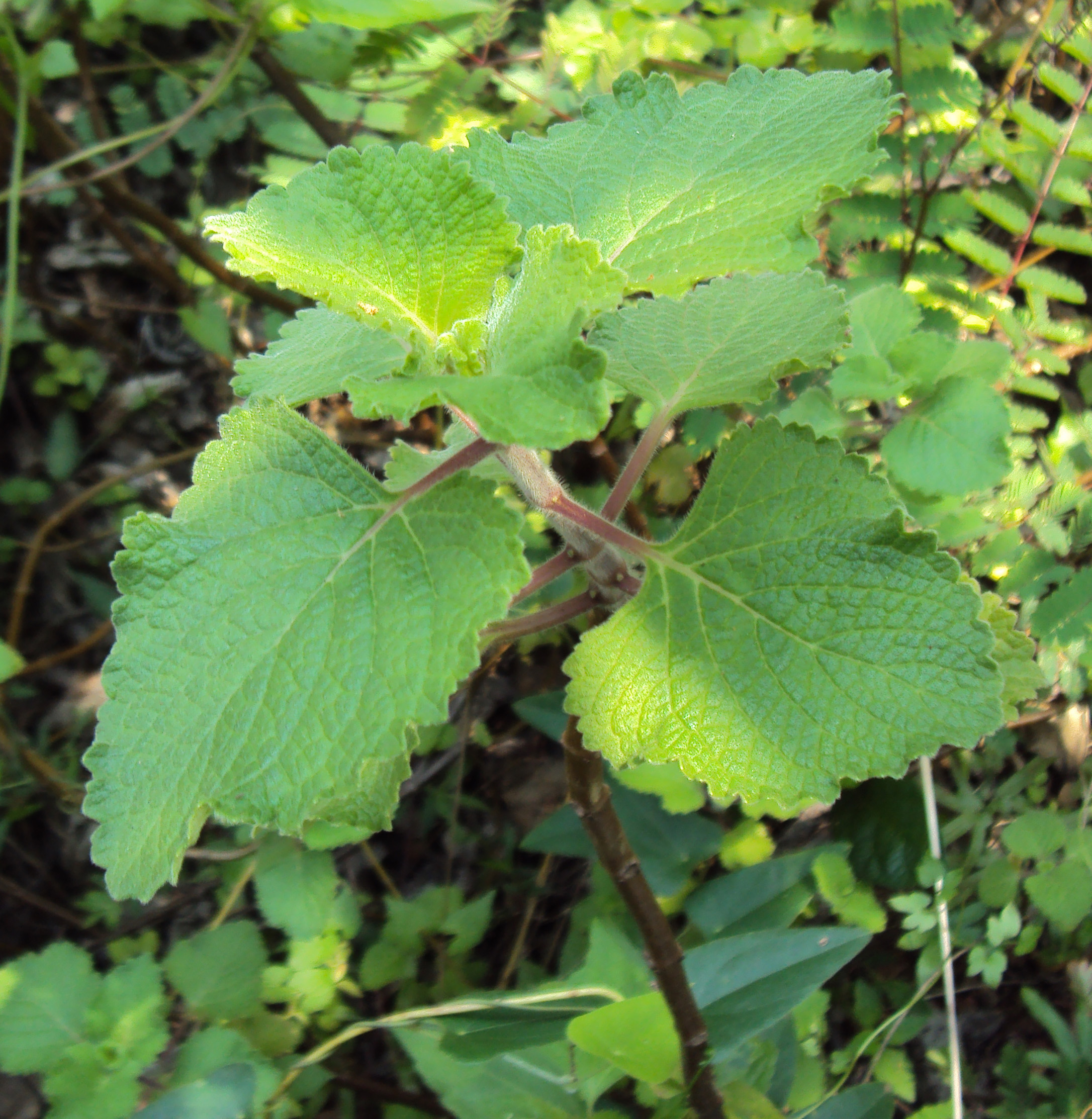
Vista de la planta

## Descripción
Es una herbácea perenne de porte arbustivo con tallos semisuculentos y pubescentes, de hábito erecto a decumbente, con una altura que puede variar entre los 5 a 15 cm y hasta 1 m de diámetro. 
Las hojas se disponen de forma alterna; textura gruesa, ovada a subredonda, (de 35) 40-105 x (25 a) 30 a 100 mm, densamente lanoso-tomentoso, ápice agudo a redondeado, cuneadas con base subcordadas, margen entre superficial a bastante  crenado-dentado; pecíolo de 1 a 4 cm de largo. Las inflorescencias terminales, simples o con 1 a 2 pares de ramas laterales cerca de la base. Las flores, generalmente en tonos malva a morado, raramente blanco, son bilabiadas, con corola de 8 a 15 mm en forma de tubo que se ensancha desde la base, finamente pubescentes y con glándulas en los labios.
Hay tres variedades de P. hadiensis:
- var. hadiensis, distribuida en áreas costeras y medias de los bosques de KwaZulu-Natal y el este de Sudáfrica;
- var. tomentosus, en zonas semicosteras desde el río Kei hacia la costa de KwaZulu-Natal y se extiende tierra adentro;
- var. woodii, en las tierras áridas del oriente del Cabo y KwaZulu-Natal.[2]

## Distribución y hábitat
De acuerdo con el concepto actual, la especie se encuentra desde Transkei de Natal, Suazilandia, Transvaal y el oriente del África tropical, hasta Somalia y el sur de la península arábiga. Crece en los márgenes de los bosques, en los bosques secos y entre rocas en las praderas y tierras bajas.

## Cultivo y usos
Muy utilizada como planta ornamental debido a su facilidad de cultivo, fácil propagación y mantenimiento.

Antiguamente los compuestos de esta planta se utilizaban para envenenar peces y, tradicionalmente, como enema. En la cultura popular se utiliza para conjurar espíritus malignos.

## Propiedades
Debido a que tiene una gran cantidad de aceites esenciales, se investiga su uso como agente farmacológico,y también para infecciones respiratorias, aunque, la pomada no esta hecha con esta planta sino contiene mentol, alcanfor y eucalipto.

## Taxonomía
Plectranthus hadiensis fue hallada por Peter Forsskål en Hadiyah, Yemen. La describió en Flora of Egypt and Arabia en 1775 dándole el nombre de Ocimum hadiensis. Por entonces el género Plectranthus no estaba establecido, sin embargo fue la primera especie descrita y fue en 1894 cuando los botánicos Schweinf. y Sprenger la transfirieron al nuevo género, publicándolo en Wiener Illustrirte Garten-Zeitung 19: 2. 1894.
- Coleus forsskaolii Briq.
- Coleus personatus Lem.
- Coleus rupestris Hochst. ex Briq.
- Coleus schweinfurthii Vatke
- Coleus zeylanicus (Benth.) L.H.Cramer
- Germanea forsskaolii Poir.
- Germanea horrida Hiern
- Majana forsskaolii (Poir.) Kuntze
- Ocimum hadiense Forssk.
- Plectranthus cyaneus Gürke
- Plectranthus draconis Briq.
- Plectranthus erlangeri Gürke
- Plectranthus forsskaolii Vahl
- Plectranthus fragrans Lebrun & Touss.
- Plectranthus hararensis Gürke
- Plectranthus horridus (Hiern) Baker
- Plectranthus madagascariensis var. ramosior Benth.
- Plectranthus pachyphyllus Gürke ex T.Cooke
- Plectranthus paucicrenatus Franch.
- Plectranthus petrensis S.Moore
- Plectranthus ramosior (Benth.) van Jaarsv.
- Plectranthus rupestris Vatke ex Baker
- Plectranthus tomentosus Benth.
- Plectranthus woodii Gürke
- Plectranthus zatarhendi var. tomentosus (Benth.) Codd
- Plectranthus zatarhendi var. woodii (Gürke) Codd
- Plectranthus zatarhendii var. zatarhendii
- Plectranthus zeylanicus Benth.[5]